# Tres Días de La Panne 2013
La 37ª edición de losTres Días de La Panne se disputó desde el 26 al 28 de marzo de 2013 sobre un trazado de 528,45 km dividido en 4 etapas. La primera etapa fue media montaña, la segunda terreno llano, y el último día se corrieron dos etapas en donde una fue terreno llano y la otra contrarreloj individual.
La prueba perteneció al UCI Europe Tour 2012-2013 de los Circuitos Continentales UCI, dentro de la máxima categoría para vueltas de varias etapas: 2.HC.
El ganador final fue Sylvain Chavanel tras hacerse con la última etapa contrarreloj consiguiendo una ventaja suficiente como para alzarse con la victoria. Le acompañaron en el podio Alexander Kristoff (vencedor de la clasificación de los puntos) y Niki Terpstra, respectivamente.
En las otras clasificaciones secundarias se impusieron Marco Haller (montaña), Koen Barbé (sprints y combatividad) y Omega Pharma-Quick Step (equipos).

## Equipos participantes
Tomaron parte en la carrera 23 equipos: 10 de categoría UCI ProTeam; 11 de categoría Profesional Continental; y 2 de categoría Continental. Formando así un pelotón de pelotón de 183 ciclistas, con 8 corredores cada equipo (excepto el MTN Qhubeka que salió con 7), de los que acabaron 108.
| Equipo                            | Cod. UCI | Categoría               |
| --------------------------------- | -------- | ----------------------- |
| Omega Pharma-Quick Step           | OPQ      | UCI ProTeam             |
| Cannondale Pro Cycling            | CAN      | UCI ProTeam             |
| Lotto-Belisol                     | LTB      | UCI ProTeam             |
| Orica GreenEDGE                   | OGE      | UCI ProTeam             |
| Astana Pro Team                   | AST      | UCI ProTeam             |
| Vacansoleil-DCM Pro Cycling Team  | VCD      | UCI ProTeam             |
| Team Argos-Shimano                | ARG      | UCI ProTeam             |
| Katusha                           | KAT      | UCI ProTeam             |
| Lampre-Merida                     | LAM      | UCI ProTeam             |
| FDJ                               | FDJ      | UCI ProTeam             |
| Team Europcar                     | EUC      | Profesional Continental |
| Vini Fantini-Selle Italia         | VIN      | Profesional Continental |
| Bardiani Valvole-CSF Inox         | BAR      | Profesional Continental |
| Champion System Pro Cycling Team  | CSS      | Profesional Continental |
| Topsport Vlaanderen-Baloise       | TBV      | Profesional Continental |
| Team NetApp-Endura                | TNE      | Profesional Continental |
| UnitedHealthcare Pro Cycling Team | UCH      | Profesional Continental |
| Crelan-Euphony                    | CRE      | Profesional Continental |
| RusVelo                           | RUS      | Profesional Continental |
| MTN Qhubeka                       | MTN      | Profesional Continental |
| Accent Jobs-Wanty                 | AJW      | Profesional Continental |
| Team 3M                           | T3M      | Continental             |
| An Post-ChainReaction             | SKT      | Continental             |

## Etapas
| Etapa | Fecha       | Recorrido                  | Km    | Ganador            | Líder              |
| 1ª    | 26 de marzo | Middelkerke-Zottegem       | 197,3 | Peter Sagan        | Peter Sagan        |
| 2ª    | 27 de marzo | Oudenaarde-Koksijde        | 208,9 | Mark Cavendish     | Arnaud Démare      |
| 3ª a  | 28 de marzo | De Panne-De Panne          | 109,7 | Alexander Kristoff | Alexander Kristoff |
| 3ª b  | 28 de marzo | De Panne-Koksijde-De Panne | 14,75 | Sylvain Chavanel   | Sylvain Chavanel   |

## Clasificaciones finales
Las clasificaciones culminaron de la siguiente manera:

### Clasificación general
| Posición | Ciclista                 | Equipo                  | Tiempo           |
| -------- | ------------------------ | ----------------------- | ---------------- |
|          | Sylvain Chavanel         | Omega Pharma-Quick Step | 12 h 34 min 28 s |
| 2        | Alexander Kristoff       | Katusha                 | a 22 s           |
| 3        | Niki Terpstra            | Omega Pharma-Quick Step | a 31 s           |
| 4        | Johan Le Bon             | FDJ                     | a 32 s           |
| 5        | Lieuwe Westra            | Vacansoleil-DCM         | a 38 s           |
| 6        | Tom Dumoulin             | Argos-Shimano           | a 51 s           |
| 7        | Luke Durbridge           | Orica GreenEDGE         | a 52 s           |
| 8        | David Boucher            | FDJ                     | a 57 s           |
| 9        | Guillaume Van Keirsbulck | Omega Pharma-Quick Step | a 58 s           |
| 10       | Mark Cavendish           | Omega Pharma-Quick Step | a 1 min 06 s     |

### Clasificación por puntos
| Posición | Ciclista           | Equipo     | Puntos |
| -------- | ------------------ | ---------- | ------ |
|          | Alexander Kristoff | Katusha    | 43     |
| 2        | Arnaud Démare      | FDJ        | 32     |
| 3        | Elia Viviani       | Cannondale | 26     |

### Clasificación de la montaña
| Posición | Ciclista       | Equipo                    | Puntos |
| -------- | -------------- | ------------------------- | ------ |
|          | Marco Haller   | Katusha                   | 40     |
| 2        | Mattia Pozzo   | Vini Fantini-Selle Italia | 23     |
| 3        | Matt Brammeier | Champion System           | 20     |

### Clasificación de los sprints
| Posición | Ciclista        | Equipo                | Puntos |
| -------- | --------------- | --------------------- | ------ |
|          | Koen Barbé      | Crelan-Euphony        | 16     |
| 2        | Dmitriy Gruzdev | Astana                | 6      |
| 3        | Sam Bennett     | An Post-ChainReaction | 5      |

### Clasificación por equipos
| Posición | Equipo                  | Tiempo           |
| -------- | ----------------------- | ---------------- |
|          | Omega Pharma-Quick Step | 37 h 44 min 45 s |
| 2        | Katusha                 | a 1 min 17 s     |
| 3        | FDJ                     | a 1 min 36 s     |